# Melvin Fitting
Melvin Fitting (né le 24 janvier 1942 à Troy, New York) est un logicien s'intéressant particulièrement à la logique philosophique et aux systèmes de preuve par la méthode des tableaux. Il est professeur émérite depuis 2013.

## Carrière
Fitting obtient un B. Sc. à l'Institut polytechnique Rensselaer et un Ph. D. à l'Université Yeshiva, tous deux en mathématiques. Sa thèse est dirigée par Raymond Smullyan.
Il est professeur au Lehman College et au Graduate Center de la City University de New York de 1968 à 2013.
Il est professeur émérite depuis 2013.
Au Graduate Center, Fitting travaillait dans les départements d'informatique, de philosophie et de mathématiques, et au Lehman College, dans le département de mathématiques et d'informatique.

## Distinctions
En juin 2012, Melvin Fitting est lauréat du prix Herbrand décerné par la Conference on Automated Deduction (en), pour ses contributions à la démonstration automatique de théorèmes.

## Livres (sélection)
- avec  Greer Fitting, Numbers, Londres, College Publications, coll. « Texts in Mathematics » (no 7), 2020, xvi+219 (ISBN 978-1-84890-335-7, zbMATH 1462.00009).
- avec Sergej N. Artemov, Justification logic: reasoning with reasons, Cambridge University Press, coll. « Cambridge tracts in mathematics » (no 216), 2019, xxi+ 247 (ISBN 978-1-108-42491-2)

- Types, tableaus, and Gödel's God, Kluwer Academic Publ, coll. « Trends in logic » (no 12), 2002, xv+120 (ISBN 978-1-4020-0604-3)
- First-order logic and automated theorem proving, New York, 2nd, 1996 (1re éd. 1990) (ISBN 978-1-4612-7515-2, DOI 10.1007/978-1-4612-2360-3, lire en ligne)
- avec Raymond M. Smullyan, Set theory and the continuum problem, New York, Clarendon press, Oxford University Press, coll. « Oxford Logic Guides » (no 34), 1996, xiv+288 (ISBN 978-0-19-852395-6, MR 1433595)
- Incompleteness in the land of sets, Londres, College Publ, coll. « Studies in logic » (no 5), 2007, xii+142 (ISBN 978-1-904987-34-5, MR 2404526)